# Tiago Pavinatto
Tiago Luís Pavinatto Gonçalves (Itapira, 14 de novembro de 1984) é um advogado, escritor e apresentador de televisão brasileiro. Atuou como comentarista na Jovem Pan News, onde apresentava o programa Linha de Frente. Foi demitido da emissora em agosto de 2023 após recusar-se a fazer uma retratação pública por falas consideradas inadequadas pela direção da emissora. Desde 2024, comanda o talk show político Faroeste À Brasileira no canal da Revista Oeste, além de colunista da revista.

## Biografia

### Início de vida e formação acadêmica
Nasceu no dia 14 de novembro de 1984 em Itapira, uma pequena cidade no interior de São Paulo, e é filho de pais ítalo-brasileiros. É graduado em direito pela Faculdade de Direito do Largo de São Francisco da Universidade de São Paulo (USP). Posteriormente, obteve os títulos de mestre e doutor em direito civil pela mesma instituição. É professor associado de Filosofia do Direito na Faculdade de Direito da Fundação Armando Alvares Penteado (FAAP), e ex-coordenador do Laboratório de Política, Comportamento e Mídia da Pontifícia Universidade Católica de São Paulo (PUCSP). É também diretor-fundador do Instituto Roccasecca, onde ministra cursos relacionados ao direito e à política.

## Carreira na televisão
Iniciou a sua carreira na televisão em 2022, ao lado de nomes como Augusto Nunes e Guilherme Fiuza, no programa de televisão e de rádio Linha de Frente, da TV Jovem Pan News, além de comentarista do programa Os Pingos nos Is. Em agosto de 2023, afirmou em entrevista à jornalista Mônica Bergamo que já havia sido agredido fisicamente por participantes da Parada LGBT, criticando membros e setores do movimento LGBT que, segundo ele, não aceitam divergências ideológicas. No mesmo ano, apareceu de cueca em uma transmissão ao vivo da Jovem Pan durante uma homenagem ao apresentador Cid Moreira. Ele já foi colunista do jornal O Estado de S. Paulo e fez parte do elenco da série de televisão "Investigação Criminal: Crimes Perversos", do AXN Brasil e também Amazon Prime. Também já foi autor na revista Estado da Arte de 2017 a 2021.

#### Demissão da Jovem Pan News e processos judiciais
Em 2023, foi demitido da Jovem Pan News e no ano seguinte, junto à emissora, foi condenado ao pagamento de indenização por danos morais ao desembargador Airton Vieira, do Tribunal de Justiça do Estado de São Paulo (TJSP), após associá-lo a atos ilegais durante uma transmissão. Conforme o processo, Pavinatto chamou o desembargador no programa Linha de Frente de "vagabundo", "tarado" e "louco" quando comentou sobre uma decisão em que o magistrado havia absolvido um fazendeiro de 76 anos, acusado de estuprar uma menina de 13 anos. Ao vivo, ele se defendeu: "Eu me nego a fazer. Estou sendo cobrado insistentemente a me retratar. Eu não vou fazer, me desculpem. Não tem mais clima. Falar de criança acaba comigo. Espero que amanhã eu volte pra cá." Embora todo o relatado, Pavinatto nega este ter sido o motivo da sua demissão da emissora.
Em setembro de 2024, o Tribunal de Justiça do Estado do Rio de Janeiro (TJRJ) determinou a remoção, a pedido de Chico Buarque e Gilberto Gil, de uma paródia da canção Cálice, feita por Pavinatto e contendo críticas ao ministro Alexandre de Moraes, do Supremo Tribunal Federal (STF). Ainda em 2024, foi processado por Vera Ferreira, neta de Virgulino Ferreira da Silva, que pediu indenização de 245 mil reais e solicitou que as próximas edições da publicação tivessem um aviso "para que os leitores tenham conhecimento de que a versão articulada pelo autor e vendida como realidade não encontra amparo nas pesquisas históricas até hoje realizadas".
No mesmo ano, declarou que "ou se prende Alexandre de Moraes, ou ele prende o Brasil", em crítica pública ao ministro do STF. Segundo reportagem da Revista Piauí, Pavinatto procurou o ministro após sua demissão da Jovem Pan, em tentativa de "limpar a barra" da emissora. A Advocacia-Geral da União (AGU) moveu uma ação judicial contra Pavinatto por associar o então ministro da Justiça, Flávio Dino, ao crime organizado. Posteriormente, obteve decisão favorável em processo contra o que chamou de "Ministério da Verdade" do governo Lula.

## Carreira política

### Movimento Brasil Livre
Pavinatto foi um dos fundadores do Movimento Brasil Livre (MBL), em 2014, e foi um dos coordenadores do movimento. Em 2021, numa nota de despedida na sua página do Facebook, Pavinatto se despediu oficialmente do MBL, e disse que o movimento foi fundamental em momentos pessoais difíceis, e que a sua atuação no grupo lhe proporcionou "orgulho, felicidade e propósito". No entanto, alegou que o seu desligamento ocorreu por incompatibilidades entre o ativismo político e a sua vida acadêmica. Foi reconhecido como um influenciador em ascensão, com um dos canais do YouTube do seguimento político de direita no Brasil que mais cresceu em número de seguidores, passando de 9 mil para 857 mil inscritos.
Em 2020, numa entrevista ao programa Jornal da Manhã, da Jovem Pan, Pavinatto falou sobre a operação do Ministério Público do Estado de São Paulo (MPSP), e negou qualquer vínculo formal entre o grupo e os empresários Alessander Mônaco Ferreira e Luciano Ayan, presos durante a operação sob suspeita de envolvimento em crimes de lavagem de dinheiro e ocultação de bens. Segundo Pavinatto, os empresários não integraram o MBL em nenhum momento, tendo atuado apenas como doadores recorrentes ou convidados ocasionalmente em transmissões ao vivo.

### Eleição municipal de São Paulo em 2020
Durante a campanha de Arthur do Val à prefeitura de São Paulo em 2020, Tiago Pavinatto, Rubinho Nunes e Fernando Holiday foram candidatos a vereador na cidade de São Paulo, nas eleições de 2020, pelo extinto Patriota, e fizeram uma transmissão ao vivo no canal Mamaefalei, de Arthur do Val, onde comentaram o debate eleitoral da TV Cultura. Aos 33 minutos, Pavinatto fez gesto considerado misógino contra a candidata Marina Helou, do Rede Sustentabilidade. Guilherme Boulos, do Partido Socialismo e Liberdade (PSOL) e Jilmar Tatto, do Partido dos Trabalhadores (PT) manifestaram solidariedade à candidata. Pavinatto se defendeu, dizendo que "no corte, sem som, eu falava de outra coisa ao Fernando Holiday", e Arthur disse que "[Pavinatto] fez um gesto infantil, mas não foi nenhuma expressão de machismo, até porque ele é gay. A bandeira dele é da LGBT".
Pavinatto obteve 3 298 votos, mas não foi eleito, ficando como suplente no cargo. Os outros integrantes do MBL, Holiday e Nunes foram eleitos, com 67 671 e 25 626 votos, respectivamente, já Arthur do Val não foi eleito prefeito, ficando em quinto lugar.

## Desempenho eleitoral
| Ano  | Eleição                | Partido  | Número | Cargo    | Votos         | Resultado  | Ref.          |
| ---- | ---------------------- | -------- | ------ | -------- | ------------- | ---------- | ------------- |
| 2020 | Municipal de São Paulo | Patriota | 51111  | Vereador | 3 298 (0,06%) | Não eleito | [ 32 ] [ 33 ] |

## Prêmios e homenagens
Em outubro de 2023, Tiago Pavinatto recebeu o título honorário de cidadão paulistano, concedido pela Câmara Municipal de São Paulo. A indicação foi feita pelo então vereador Fernando Holiday.

## Obras

### Autorais
- A Condição do Fanático Religioso (2019);[35]
- Declaração Universal dos Direitos da Pessoa Humana Fora do Armário (2018);[36]
- Estética da Estupidez: A Arte da Guerra Contra o Senso Comum (2021);[37]
- Tratado de Proteção da Diversidade: Sexualidade, Gênero e Direito (2023);[38]
- Da Silva: A Grande Fake News da Esquerda (2023);[39]
- Nos Anais de Marx: A Trolha do Comunismo Transviado Para Encaçapar Idiotes (2025).[40]

### Traduzidas
- Viva a liberdade, Carajo!: Histórias, ideias e planos do primeiro Professor Libertário eleito Presidente da República (2024).[41]

### Coautor
- Liber Amicorum Teresa Ancona Lopez: Estudos Sobre Responsabilidade Civil (2021).[42]

## Vida pessoal
Pavinatto é assumidamente homossexual, e mencionou que foi o primeiro aluno a assumir a sexualidade homoafetiva na faculdade, e que enfrentou dificuldades relacionadas à aceitação da sua sexualidade durante a juventude, especialmente por conta dos mitos e estigmas da síndrome da imunodeficiência adquirida (AIDS) à época.